# Catedral de Notre-Dame de Paris
A Catedral de Notre-Dame de Paris (em francês: Cathédrale Notre-Dame de Paris; em português: "Catedral de Nossa Senhora de Paris") é uma das mais antigas catedrais francesas em estilo gótico. Iniciada sua construção no ano de 1163, é dedicada à Virgem Maria e situa-se na Île de la Cité em Paris, rodeada pelas águas do rio Sena.
A catedral surge intimamente ligada à ideia de gótico no seu esplendor, ao efeito claro das necessidades e aspirações da alta sociedade, a uma nova abordagem da catedral como edifício de contacto e ascensão espiritual.
A arquitetura gótica substituiu as paredes grossas das igrejas românicas por colunas altas e arcos capazes de sustentar o peso dos telhados. Como consequência, os edifícios góticos ganharam um aspecto mais leve, e as janelas, mais amplas e altas, foram decoradas com belos vitrais coloridos que filtravam a luz natural, e com isso, criavam um clima de misticismo em seu interior.
Em 15 de abril de 2019 a catedral foi atingida por um violento incêndio causando danos ao teto, pináculo e rosáceas. No dia do acidente, as causas do fogo ainda eram desconhecidas, embora se suspeitasse que tivessem a ver com as obras que estavam em curso.

## História

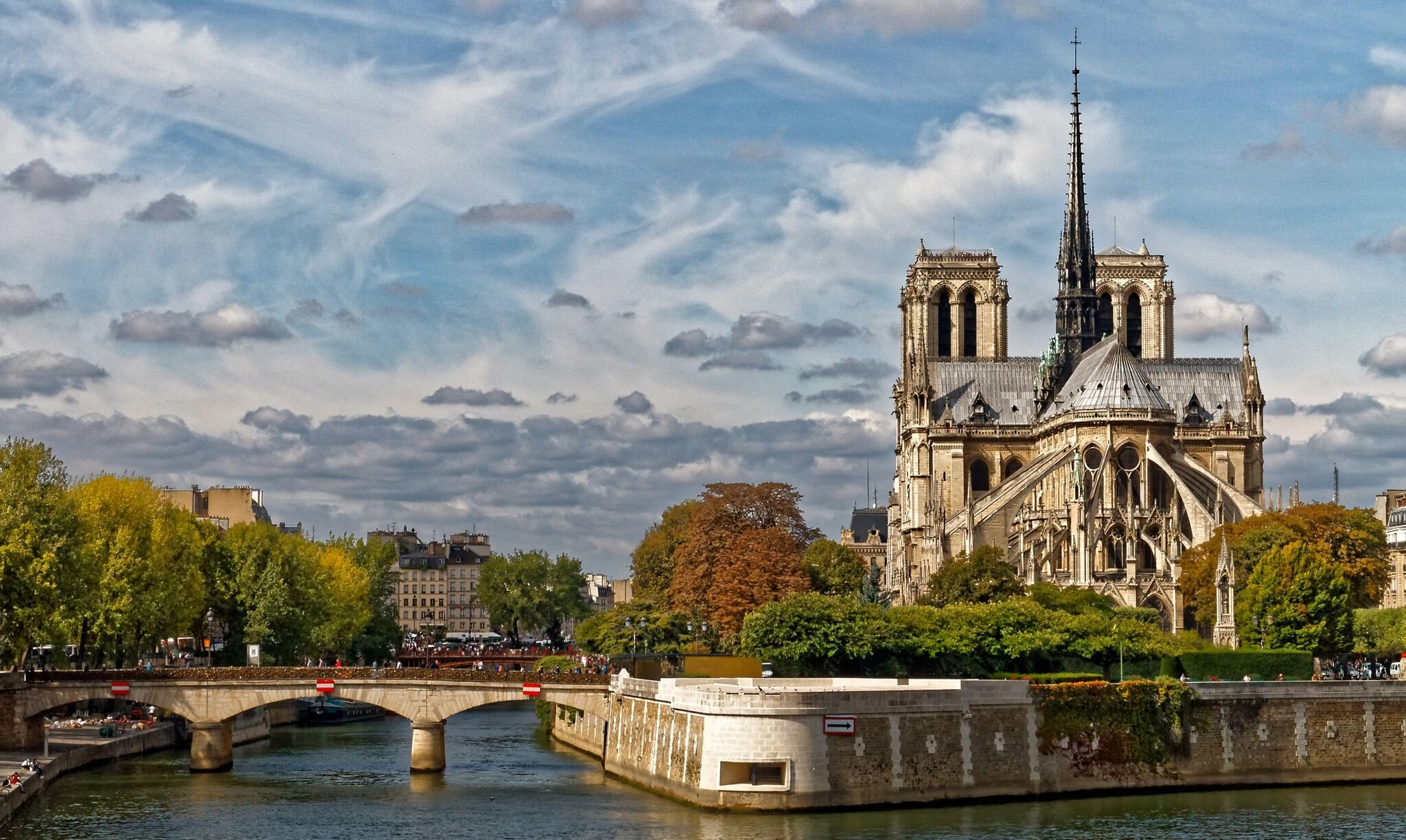
Vista de sudeste da Catedral de Notre-Dame de Paris

O local da catedral contava já, antes da construção do edifício, com um sólido historial relativo ao culto religioso. Os celtas teriam aqui celebrado as suas cerimônias onde, mais tarde, os romanos erigiriam um templo de devoção ao deus Júpiter. Também neste local existiria uma das primeiras igrejas do cristianismo de Paris, a Basílica de Saint-Etienne, projetada por Quildeberto I por volta de 528 d.C.. Em substituição desta obra surge uma igreja românica que permanecerá até 1163, quando se dá o impulso na construção da catedral.
Já em 1160, e em resultado da ascensão centralizadora de Alemanha, o bispo Maurice de Sully considera a presente igreja pouco digna dos novos valores e manda-a demolir. O gótico inicial, com as suas inovações técnicas que permitem formas até então impossíveis, é a resposta à demanda de um novo conceito de prestígio no domínio citadino. Durante o reinado de Luís VII, e sob o seu apoio (visto o monarca central ter também no século XII um poder crescente), este projecto é abençoado financeiramente por todas as classes sociais com interesse na criação do símbolo do seu novo poder. Assim, e tendo em conta a grandeza do projeto, o programa seguiu velozmente e sem interrupções que pudessem ocorrer por falta de meios econômicos (algo comum, na época, em construções de grande envergadura).
A construção inicia-se em 1163 reflectindo alguns traços condutores da Catedral de Saint Denis, subsistindo ainda dúvidas quando à identidade de quem terá "colocado" a primeira pedra, o Bispo Maurice de Sully ou o Papa Alexandre III. Ao longo do processo (a construção, incluindo modificações, durou até sensivelmente meados do século XIV) foram vários os arquitectos que participaram no projecto, esclarecendo este factor as diferenças estilísticas presentes no edifício.
Em 1182 presta já o coro serviços religiosos e, na transição entre os séculos, está a nave terminada. No início do século XIII arrancam as obras da fachada oeste com as suas duas torres estendendo-se a meados do mesmo século. Os braços do transepto (de orientação norte-sul) são trabalhados de 1250 a 1267 com supervisão de Jean de Chelles e Pierre de Montreuil. Simultaneamente levantam-se outras catedrais ao seu redor num estilo mais avançado do gótico; a Catedral de Chartres, a Catedral de Reims e a Catedral de Amiens.

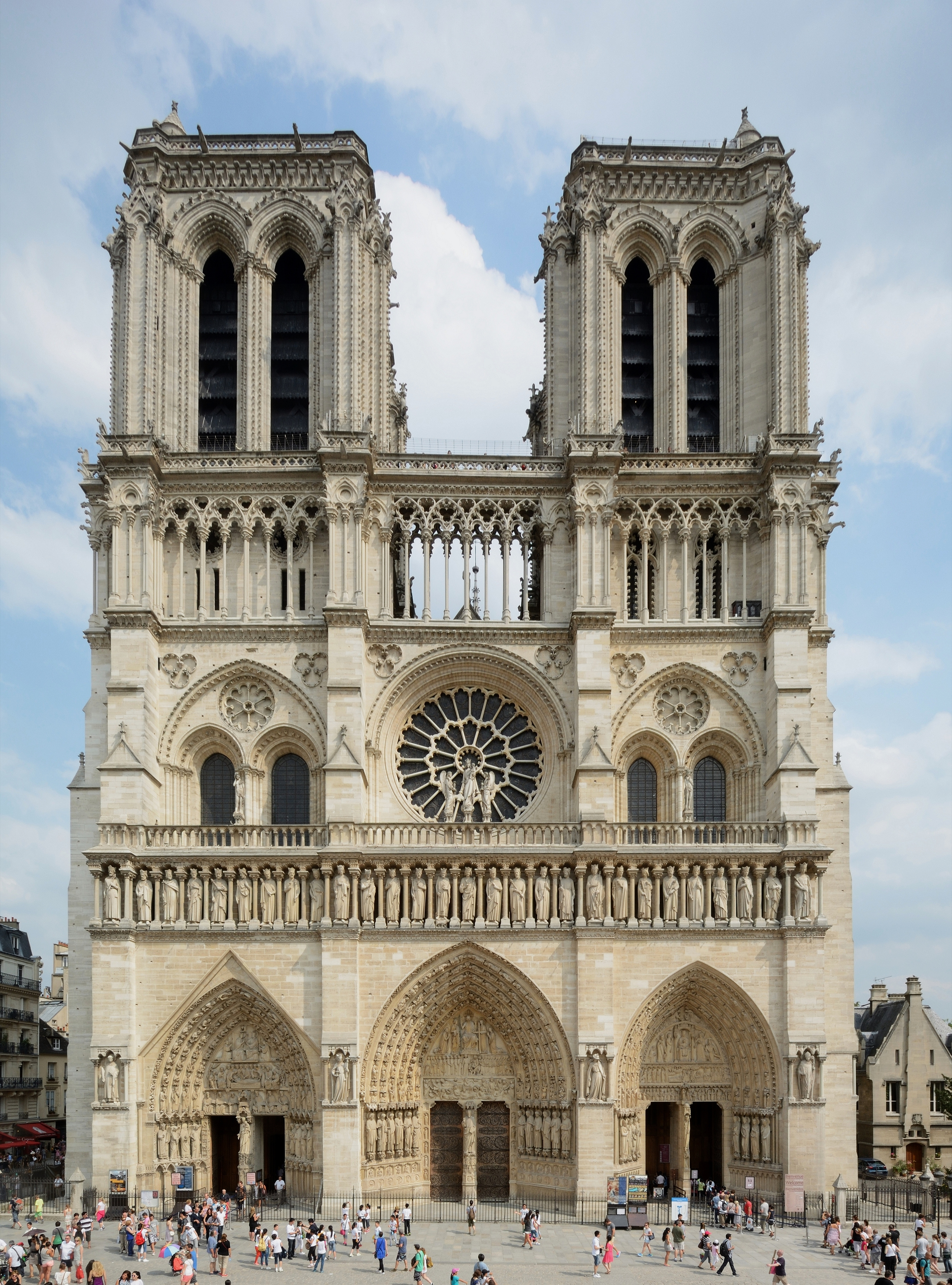
Fachada principal (ocidental) da catedral em 2013

A catedral foi, nos finais do século XVII, durante o reinado de Luís XIV, palco de alterações substanciais principalmente na zona este, em que túmulos e vitrais foram destruídos para substituir por elementos mais ao gosto do estilo artístico da época, o Barroco.
Em 1793, no decorrer da Revolução francesa e do Período do Terror tornou-se num templo à Deusa da Razão, onde mais elementos da catedral foram destruídos e muitos dos seus tesouros roubados, acabando o espaço em si por servir de armazém para alimentos.

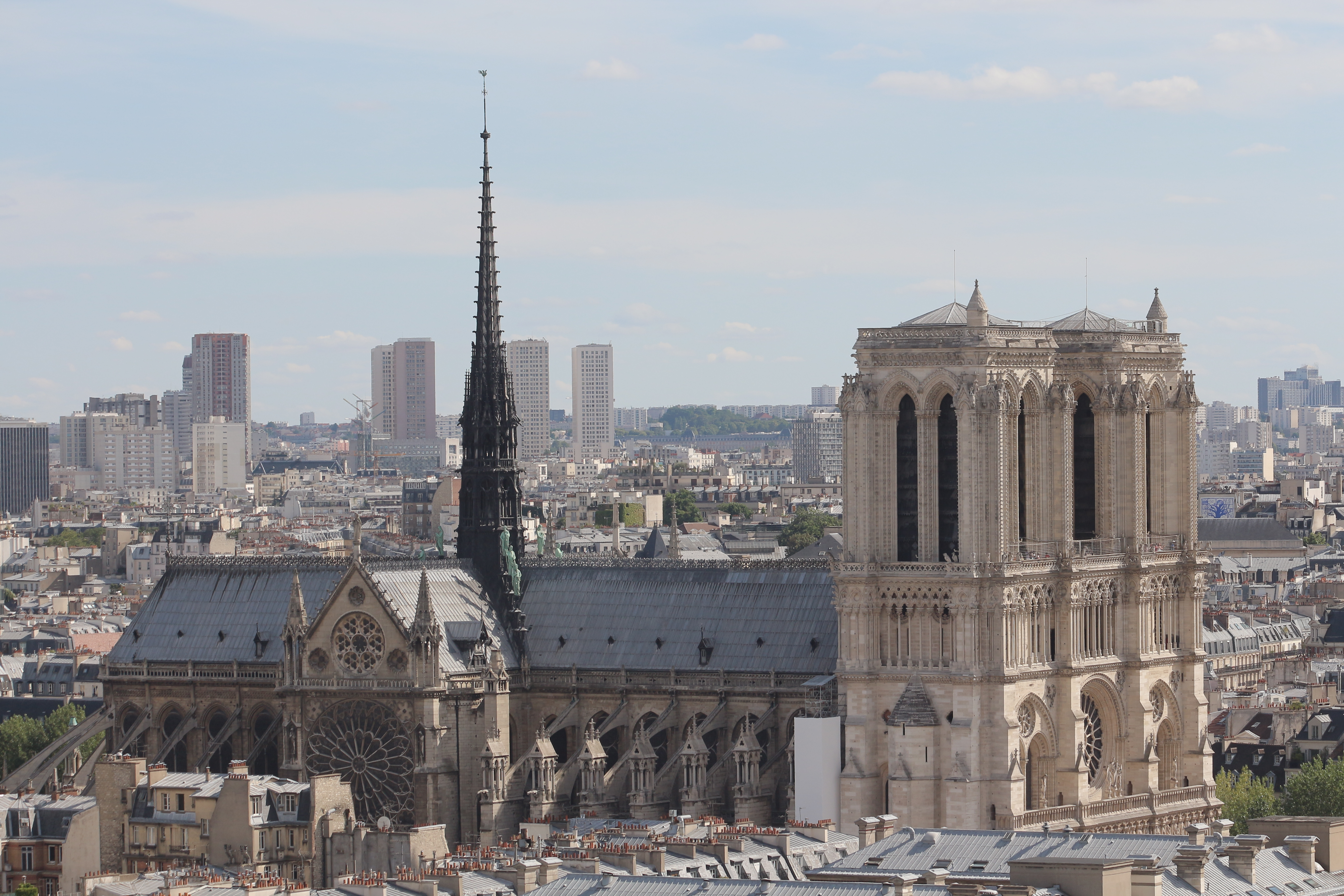
A catedral vista de norte

Com o florescer da época romântica, outros olhares são lançados à catedral e a filosofia vira-se para o passado, enaltecendo e mistificando numa aura poética e etérea a história de outras épocas e a sua expressão artística. Sob esta nova luz do pensamento é iniciado um programa de restauro da catedral em 1844, liderado pelos arquitectos Eugene Viollet-le-Duc e Jean-Baptiste-Antoine Lassus, que se estendeu por vinte e três anos.
Em 1871, com a curta ascensão da Comuna de Paris, a catedral torna-se novamente pano de fundo a turbulências sociais, durante as quais se crê ter sido quase incendiada. Em 1965, em consequência de escavações para a construção de um parque subterrâneo na praça da catedral, foram descobertas catacumbas que revelaram ruínas romanas, da catedral merovíngia do século VI e de habitações medievais. Já mais próximo da atualidade, em 1991, foi iniciado outro projecto de restauro e manutenção da catedral que, embora previsto para durar dez anos, se prolonga além do prazo.

### Incêndio de 2019

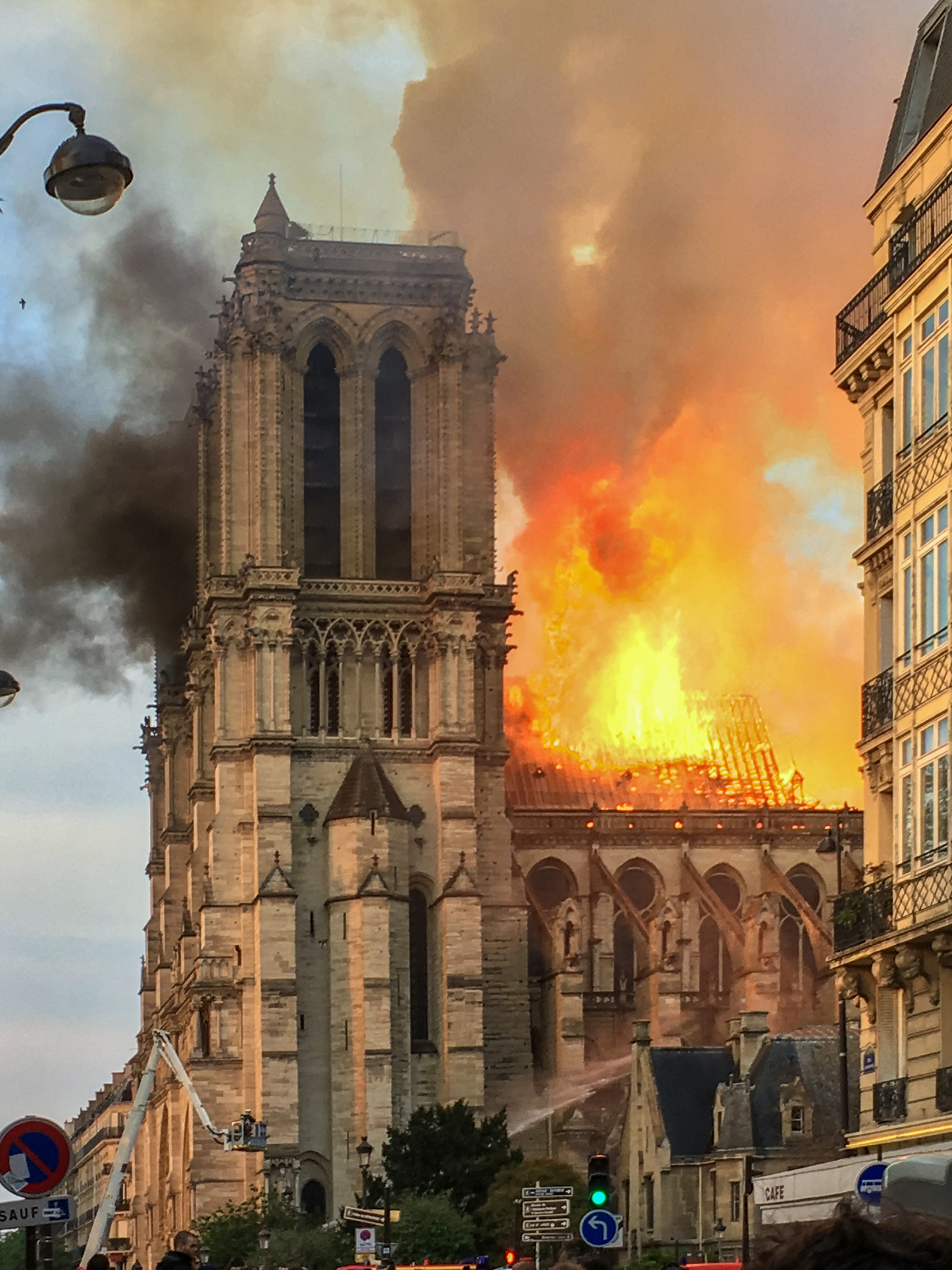
A catedral em chamas no dia 15 de abril de 2019

No dia 15 de abril de 2019, às 18h50 horário local, a catedral pegou fogo causando danos na torre e no telhado. A extensão do dano foi inicialmente desconhecida como foi a causa do incêndio, embora tenha sido sugerido que ele estava ligado à renovação da catedral. Um porta-voz afirmou que toda a zona de madeira provavelmente cairia e que a abóbada do edifício também poderia ser ameaçada.

## Características

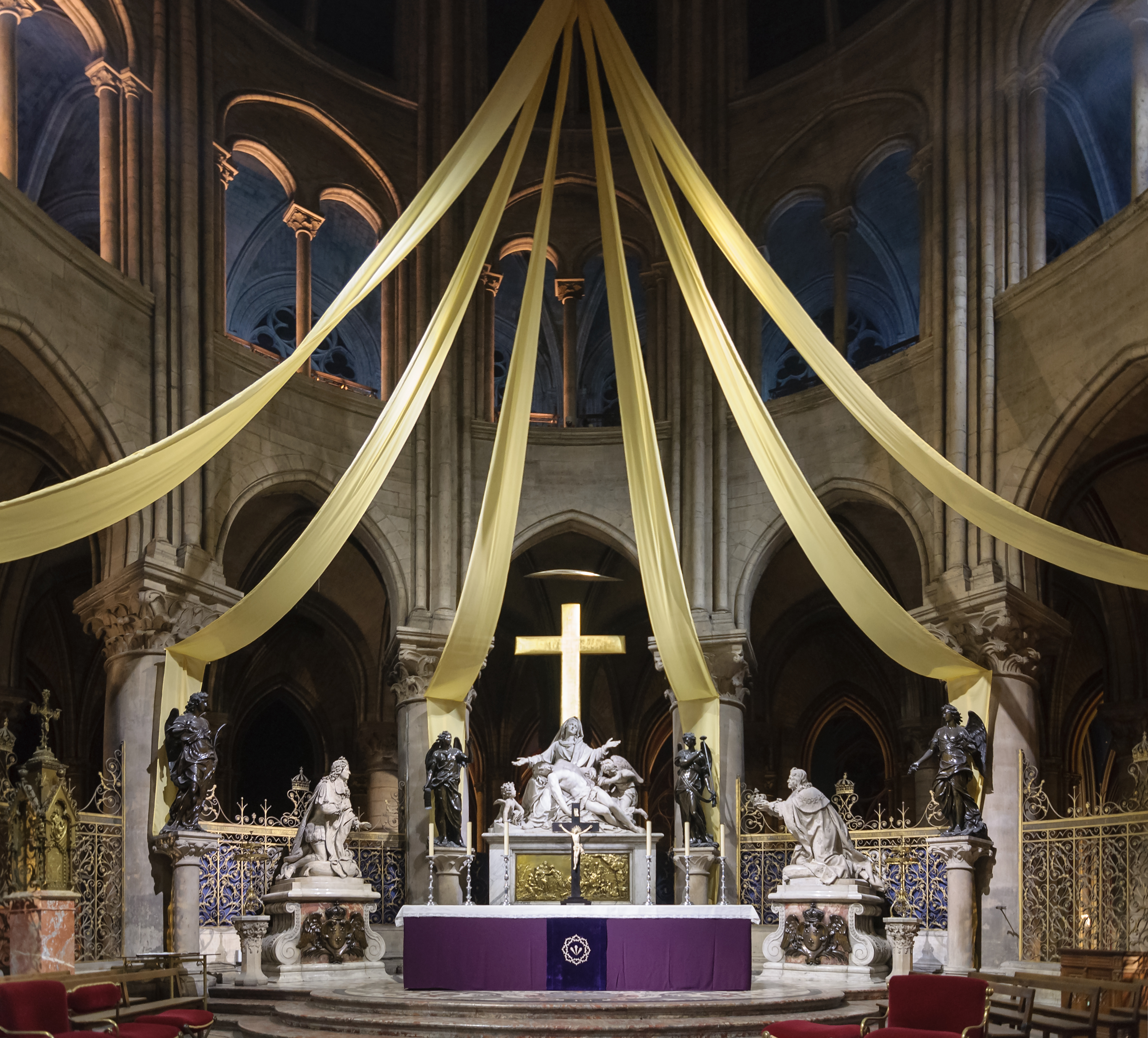
Altar-mór dedicado a Nossa Senhora (Notre-Dame) de Paris

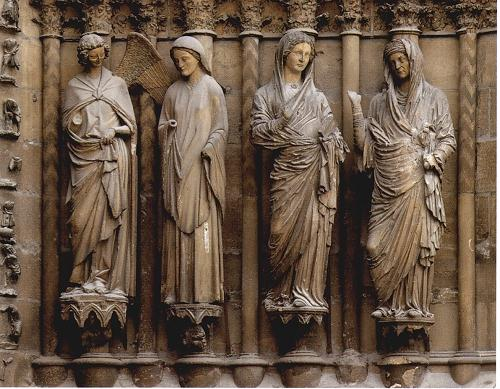
Anunciação e Visitação, pórtico ocidental, Catedral de Reims, França, c. 1225-1245

Existe ainda nesta catedral uma dualidade de influências estilísticas: por um lado, reminiscências do românico normando, com a sua forte e compacta unidade, por outro lado, o já inovador aproveitamento das evoluções arquitectónicas do gótico, que incutem ao edifício uma leveza e aparente facilidade na ascensão vertical e no suporte do peso da sua estrutura (sendo o esqueleto de suporte estrutural visível só do exterior).
A planta é demarcada pela formação em cruz romana orientada a ocidente, de eixo longitudinal acentuado, e não é perceptível do exterior do edifício visto os braços do transepto não excederem a largura da fachada. A cruz está "embebida" no edifício, envolta por um duplo deambulatório, ou charola, que circula o coro na cabeceira (a este) e se prolonga paralelamente à nave, dando lugar, assim, a quatro colaterais (ou naves laterais).

### A fachada ocidental

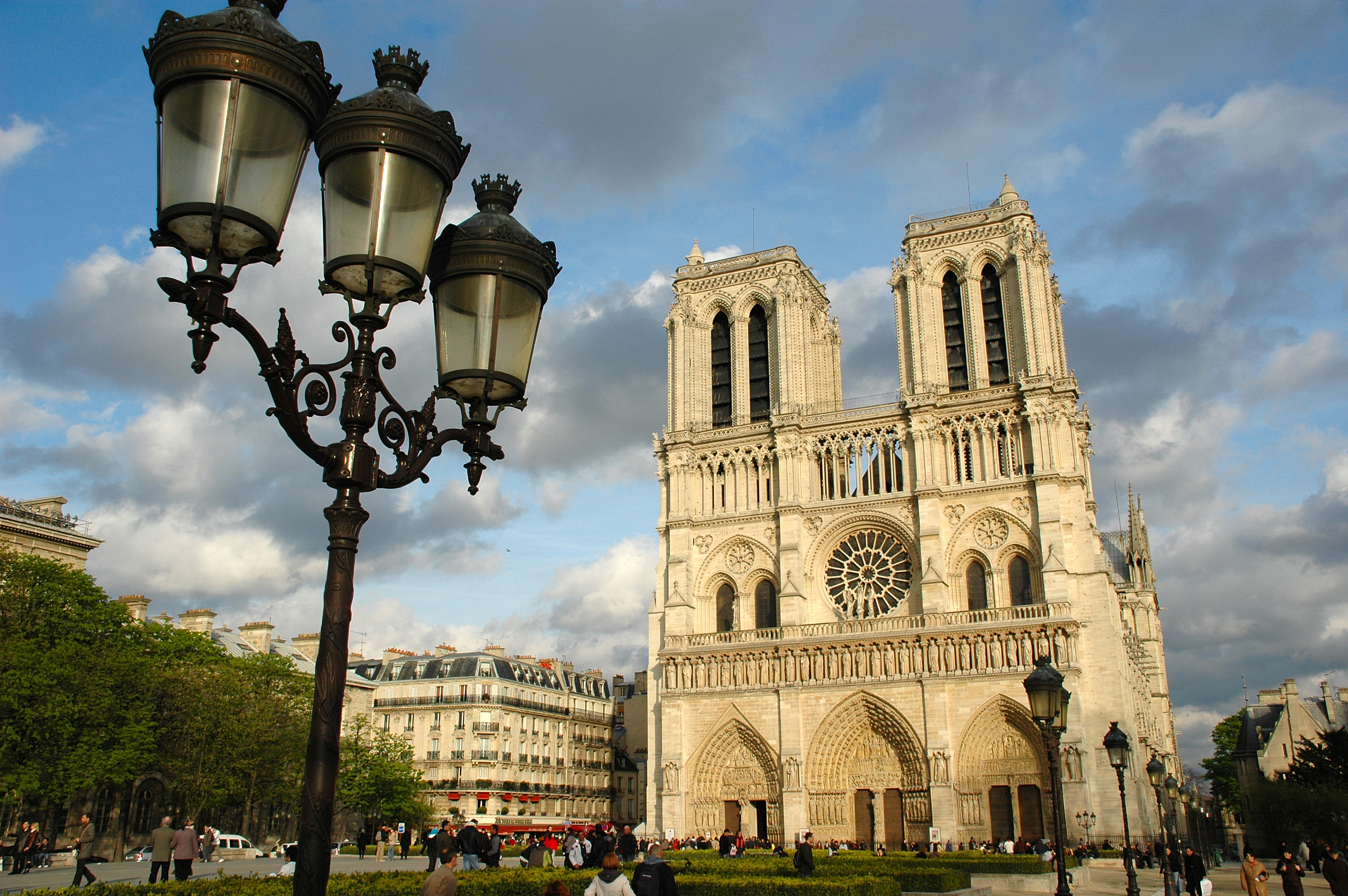
Notre-Dame de Paris

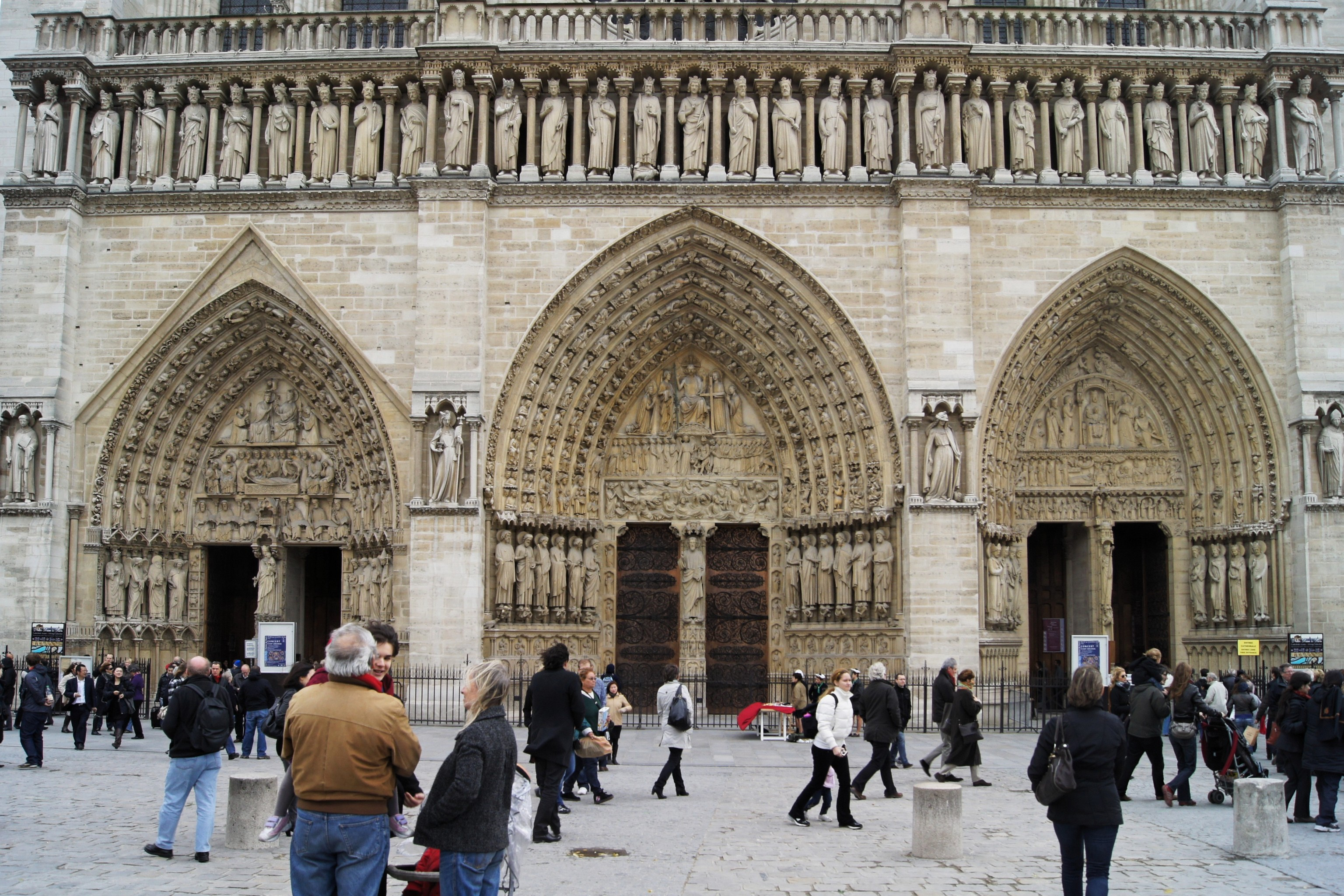
Entradas da fachada ocidental

Esta é a fachada principal e não só a de maior impacto e monumentalidade como também a de maior popularidade. Uma afinidade na composição e traços gerais pode ser estabelecida com a fachada da Catedral de Saint Denis, uma derivação da fachada do românico-normando.
A fachada apresenta um conjunto proporcional, uma ordem de traçado coerente, de construção racional, reduzindo os seus elementos ao essencial, não tendo, talvez por isso, influenciado outros arquitectos contemporâneos do gótico. Aqui optou-se por uma parede "plástica" que interliga todos os seus elementos e passa a integrar também a escultura em locais pré-definidos, evitando que cresça espontânea e aleatoriamente como acontecia no românico.
A fachada apresenta três níveis horizontais e é ainda dividida em três zonas verticais pelos contrafortes ligeiramente proeminentes que unem em verticalidade os dois pisos inferiores e reforçam os cunhais das duas torres.
Acredita-se que o retângulo de ouro tenha sido base para suas construções arquitetônicas. O retângulo áureo apresenta os seus lados na razão aurea {\displaystyle {\frac {a+b}{a}}={\frac {a}{b}}=\phi .} e consta-se que tenha sido usado na fachada do edifício.

#### Nível inferior
Neste nível são evidentes três portais que surgem em épocas diferentes e que formam um conjunto que passa a ser utilizado na arquitectura a partir dos meados do século XII. São profusamente trabalhados, penetrando na parede por uma sucessão de arcos envolventes em degrau, arquivoltas, destacando-se o portal central ligeiramente em altura dos laterais.
- Portal de Santa Ana

É o portal da direita e vem da época do início da construção da catedral e terá sido no início possivelmente pensado para um dos braços do transepto.
O tímpano, que representa a Virgem Maria com o menino Jesus, transparece ainda uma forte ligação à escultura do românico tardio pela sua frontalidade, rigidez do vestuário e pouca volumetria. Na proximidade da Virgem está um rei ajoelhado, que se crê ser o rei Luís VII e, na frente deste, um bispo, que poderá ser o impulsionador da construção da catedral, o bispo Maurice de Sully. A arquitrave possui dois níveis; a banda superior, de cerca de 1170, tem cenas da vida de Maria e a inferior, do início do século XIII — altura em que o portal deverá ter sido colocado neste local — retrata cenas da vida de Santa Ana e São Joaquim, pais de Maria, facto que terá dado o nome ao portal.
- Portal da Virgem

É o portal da esquerda e, já pensado especificamente para este local, pertence ao século XIII com iconografia referente a Maria.
Na arquitrave, na sua banda inferior, veem-se seis patriarcas do Antigo Testamento e reis sentados a emoldurar um pequeno baldaquino embaixo, que remete simbolicamente à Anunciação. Na banda superior, estão representados a morte e a ascensão de Maria aos céus e os apóstolos, que rodeiam a cena. Cristo, no ponto central, toca o corpo de sua mãe, como que num sinal de sua futura ressurreição. O tímpano trata da coroação de Maria, em que Cristo, sentado, recebe-a e benze-a, enquanto um anjo descende e a coroa. A realçar a festividade da cena estão dois anjos ajoelhados carregando candelabros nas mãos. Nas arquivoltas, anjos, profetas, reis e santos assistem ao acontecimento. Neste portal o volume corporal é mais acentuado e a representação mais realista, em oposição ao abstraccionismo românico.
- Portal do Julgamento

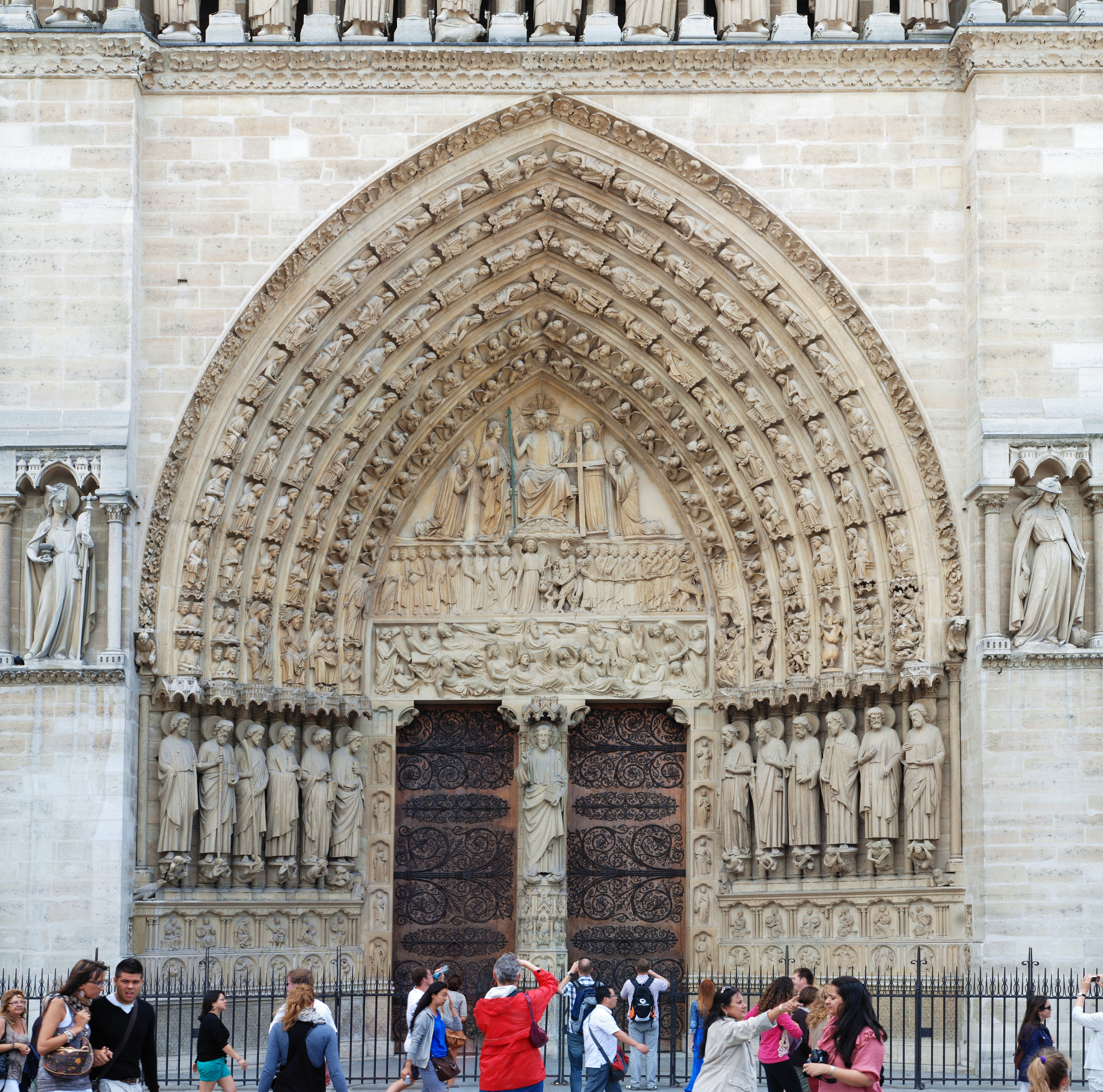
Portal do Julgamento

É o portal central e o mais novo do conjunto.
No românico a figura central do portal é Cristo em ascensão aos céus, como parte dos acontecimentos de Pentecostes ou no papel de juiz. Mas, no gótico, já não é o monge que inicia os fiéis no mundo iconográfico do sagrado; a fé e a experiência espiritual são, nesta fase, sobrepostos pela autoridade e lei representadas pelo clero ligado à cidade, o bispo. Deste modo passa o tema do Julgamento a representar o papel principal no portal gótico.
A banda inferior da arquitrave, por estar danificada, foi substituída no século XVIII por uma representação da ressurreição dos mortos. A banda superior representa os "escolhidos" e os "condenados", separados pelo Diabo e pelo arcanjo Miguel com a balança das almas. Os que entram no paraíso levam uma coroa, uma possível alusão à santidade da coroa francesa. O tímpano apresenta Cristo na pose de Julgador revelando as chagas nas palmas das suas mãos. Nas arquivoltas Abraão recebe as almas dos escolhidos e o Diabo as dos pecadores. Concêntricos a Cristo surgem anjos, patriarcas, profetas, dignitários, mártires e virgens santas.
A rematar e a fazer a transição para o nível intermédio está a "Galeria dos Reis", uma banda composta por vinte e oito estátuas de 3,5 metros de altura cada. As estátuas tanto podem ser representações de figuras do Antigo Testamento como monarcas franceses. Durante a revolução francesa foram danificadas pelos revoltosos que pensavam tratar-se dos reis de França. As actuais estátuas foram redesenhadas por Viollet-le-Duc e as originais encontram-se no Museu de Cluny.

#### Nível intermédio

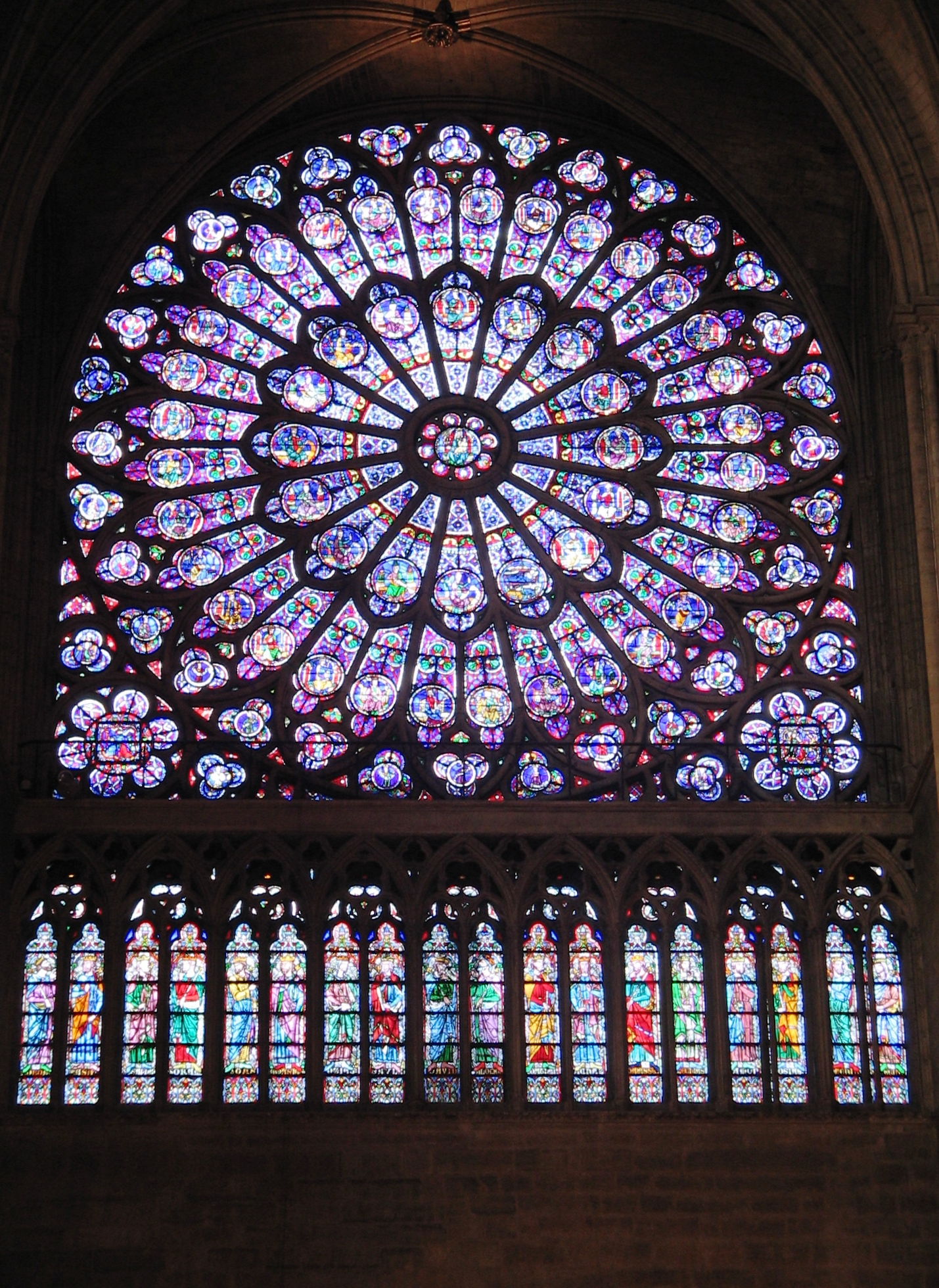
A rosácea

A dominar o nível intermédio encontra-se a rosácea de 13 metros de diâmetro ao centro encaixada entre os contrafortes e ladeada por janelas gémeas. À sua frente surge a estátua da Virgem Maria com o Menino.
Seguindo o traçado do piso inferior, e contribuindo para a unidade da fachada, corre uma galeria de arcarias rendilhadas a rematar este nível na zona superior.

#### Nível superior
Aqui erguem-se as duas torres de 69 metros de altura — influência normanda do século XII que acabou por permanecer na arquitectura religiosa europeia. A torre sul acolhe o famoso sino de nome "Emmanuel".
É possível visitar a torre norte de onde, após uma subida de 386 degraus, se pode vislumbrar a cidade de Paris, os pináculos e os gárgulas da catedral que povoaram o romance de Victor Hugo.

### A cabeceira
A estrutura de suporte de peso é visível do exterior a ladear todo o edifício, mas na zona da cabeceira a elegância destes elementos resulta numa fluidez visual que só se torna possível depois de 1225, quando as capelas são acrescentadas ao exterior. Nesta altura todo o esplendor técnico do gótico está ao alcance e os arcobotantes, que fluem da zona superior da parede do coro, onde a impulsão da abóbada para o exterior se concentra, prolongam-se até aos contrafortes, não de forma pesada, mas transmitindo leveza e harmonia.

### As fachadas do transepto

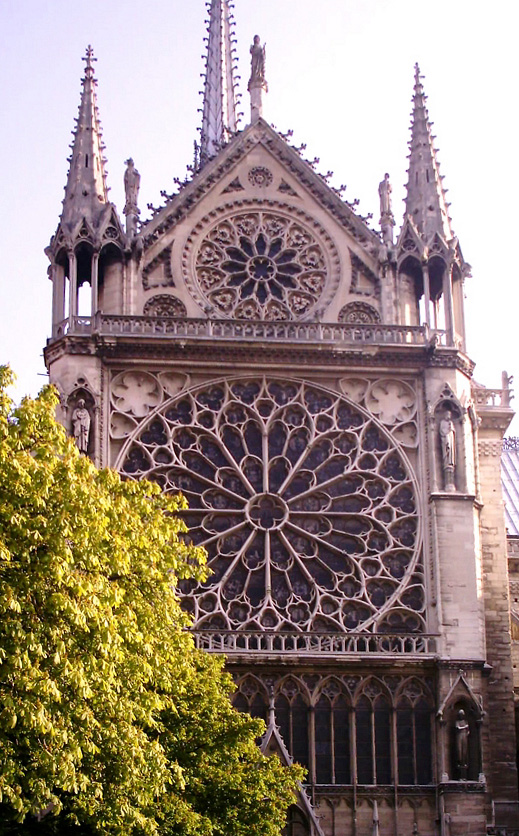
Fachada sul do transepto

Após a construção das capelas exteriores torna-se necessário prolongar os braços do transepto. Jean de Chelles inicia ao norte demonstrando já um traçado típico do gótico alto. O frontão trabalhado a coroar o portal, denominado gablete, cresce ao segundo nível e sobrepõe-se à fileira de janelas que surgem num plano recolhido. Do mesmo modo é também a rosácea colocada num nível mais recolhido e ligeiramente sobreposta por uma balaustrada fina. A rematar a fachada surge um frontão com janela circular ladeado de tabernáculos abertos.
O tímpano apresenta um registo em três bandas, típico do gótico, onde se torna possível representar diversos episódios alimentando o gosto pela festividade do relato. Na banda inferior veem-se cenas de Jesus criança. Também no portal toma lugar a estátua de uma Madona que sobreviveu à Revolução Francesa e que denota o nível avançado da escultura gótica, apresentando uma naturalidade na atitude e rotação corporal.
De um modo geral a decoração em filigrana e o traçado aqui utilizados irão ser adoptados pela arquitectura europeia.
Após a morte de Chelles, Montreuil assume o projecto da fachada do transepto sul seguindo um traçado mais ou menos fiel ao do seu antecessor. A plasticidade dos elementos e o trabalho de filigrana da pedra revelam uma virtuosidade com o material ao mais alto nível, assim como uma clara individualização do trabalho do artista que se começa a destacar do conjunto do movimento artístico geral.

### O interior

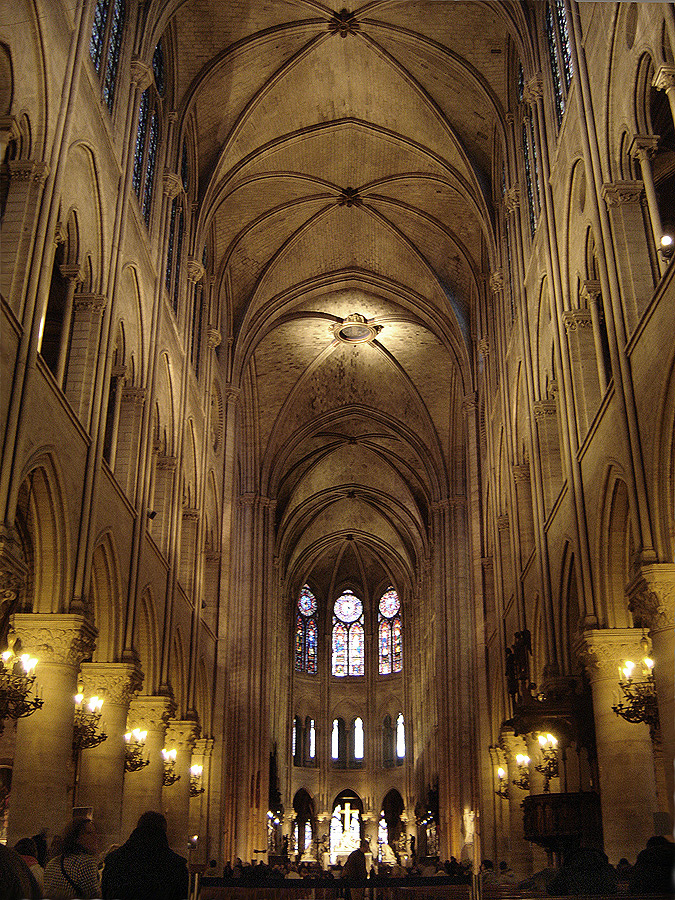
Interior da nave

O gótico permite a ligação da terra ao céu e, no interior de uma catedral do estilo, o crente é impelido à ascensão pela afirmação constante da verticalidade, pela monumentalidade das paredes que parecem erguer-se segundo uma teoria contrária à da gravidade, tornando-as leves, deixando por elas filtrar o colorido dos grandes vitrais numa aura etérea. A utilização de tais elementos arquitectónicos numa catedral deve-se mais a um propósito religioso prático que a aspirações artísticas.
O edifício tem 127 metros de comprimento, 48 metros de largura e 35 metros de altura é rematada em cima por abóbadas e dá o primeiro passo na construção colossal do gótico. As maciças colunas de fuste liso da nave, que acentuam a verticalidade, fazem a divisão em arcadas altas para as alas laterais e suportam uma tribuna (galeria), em que janelas para o exterior são abertas para deixar entrar mais luz.  Criando unidade com este elemento surge o clerestório a fazer o remate superior com os seus grandes grupos de janelas de dois lances e óculo.
A rosácea do braço norte do transepto tem 13 metros de diâmetro e um azul forte como cor dominante. A composição baseia-se no número 8 e suas multiplicações e simboliza o Universo, a Terra e os sete planetas. No centro surge a Mãe de Deus rodeada de medalhões com representação de personagens do Antigo Testamento, profetas, reis e altos clérigos.
A rosácea do braço sul do transepto baseia-se do mesmo modo no número 12 e apresenta central a imagem de Cristo como o julgador do mundo. À sua volta, em medalhões, surgem apóstolos e anjos.

## Sinos
Vários tipos de sinos compõem o patrimônio histórico da catedral e entre eles, encontram se os denominados: Angelique-Françoise, Antoinette-Charlotte, Hyacinthe-Jeanne, Denise-David (na torre do norte) e o Bourdon Emmanuel (na torre do sul). Já houve mais sinos mas com a Revolução Francesa, muitos foram derretidos para a fabricação de canhões. O principal é o Bourdon Emmanuel e também o mais antigo. Seu badalado só ocorre em eventos de grande importância, como visitas do papa, comemorações e funerais presidenciais. Desde a sua instalação, em 1681, o Bourdon Emmanuel tocou apenas 84 vezes. Os sinos da torre norte, instalados desde 1856, badalam a cada 15 minutos ou em eventos históricos, como no fim da Primeira Guerra Mundial ou na libertação de Paris em 1944. Mais recentemente, tocaram em honra às vítimas do atentado de 11 de setembro. Em 2012 estes sinos foram derretidos e substituídos por nove novos sinos e isto ocorreu porque os mesmos perderam o tom devido ao desgaste do cobre. Na manhã do dia 8 de novembro de 2024, os oito sinos do campanário norte da catedral tocaram mais de cinco anos depois do incêndio que destruiu o edifício.